# NABIA
Nabia（ナビア）は、松崎洋平と橘麗美（現：立花麗美）から成る音楽ユニット。
オンラインゲーム会社、株式会社エムゲームジャパンが運営するオンラインゲーム『英雄オンライン』のキャラクター「NABIA(那琵亜)」（2007年12月13日実装）がゲームに登場した際に、「実装記念タイアップ企画」として広告代理店「ノン・ヴァーバルコミュニケーションズ」と、当時立花が所属していた事務所「エヌアンドエスプロモーション」が協力しタイアップ企画の一つとして結成された。

## メンバー
松崎洋平（マツザキヨウヘイ）
1979年4月17日の東京生まれ、5歳で千葉県佐倉へ引っ越す、14歳の頃にはジミー・ヘンドリックスに憧れギターを始める。17歳でアメリカ・ノースカロライナへ留学。その後アメリカ・ユタ州、アメリカ・サンフランシスコでの6年間の留学中で、ロックミュージックからエレクトロニック（トランス）ミュージックへ感化され音楽を作りだす。2004年帰国。2007年広告代理店ノン・ヴァーバル コミュニケーションズ株式会社へ音楽ディレクターとして入社。2007年6月ソロユニットPURE PRESSURE（ピュアプレッシャー）として音楽ユニットSTANDARD CLEAR（スタンダード クリアー）とのコラボレーションアルバムをキングレコードより発表。
橘麗美（タチバナレイミ）
日本のグラビアアイドル。鹿児島県大島郡与論町（与論島）出身。血液型はO型。全国女子高生制服コレクション（セイコレ☆ジャパン）2008年度Ladies準グランプリに選ばれる。その後2008年の日テレジェニック2008に選出。

## 経歴・概要
- 2007年10月 - オンラインゲーム”英雄オンライン”新キャラクター実装記念タイアップ企画として、結成。
- 2007年12月 - "NABIA"としてドリーミュージックよりデビュー。
- 2007年12月 - 富士急行主催カウントダウンイベント"イエティカウントダウン2007" にてメインアクトとして出演。
- 2008年6月 - 『DEEPER AND DEEPER』 1st Singleをデジタルシングルとしてオンラインリリース（マドンナのカヴァー）
- 2008年6月 - 『もののけ姫』　2nd Singleをデジタルシングルとしてオンラインリリース（米良美一のカヴァー）
- 2008年7月 - 『UFO』 3rd Singleをデジタルシングルとしてオンラインリリース（ピンクレディーのカヴァー）

## ディスコグラフィ

### コンピレーションアルバム
1. KILLER TRANCE （2007年12月12日）

### シングル（デジタルシングル）
1. DEEPER AND DEEPER （2008年6月18日）
2. もののけ姫 （2008年6月25日）
3. UFO （2008年7月2日）

### 主なリミックス作品
上戸彩 「Never Ever UETO AYA Original Stamp」4．微熱（2008年7月7日）